# Khabab
Khabab (in arabo خبب‎?) è una città situata nel governatorato di Dar'a nel sud della Siria nella valle Hauran. Si trova a metà strada sulla provinciale di collegamento tra le città di Dar'a e Damasco, circa 57 km a sud di Damasco e a 70 km dal confine con la Giordania. L'antico nome della città è Abiba, che in siriaco e aramaico significa "verde pianura".

## Popolazione
La popolazione è di circa 10.000 unità. Circa 40.000 persone originarie della città vivono al di fuori della Siria, la maggior parte di essi sono sparsi tra Francia, Stati Uniti d'America, Brasile e Australia. La popolazione di Khabab è cristiana e segue la Chiesa cattolica greco-melchita.

## Società

### Lingue e dialetti
La lingua parlata in città è l'arabo.

## Architettura
Ci sono quattro chiese, una cattedrale ed un convento delle Sorelle dell'Amore.